# Klára Killermannová
Klára Killermannová (také známá jako Killermannová-Bartosová; 23. června 1929 Tatabánya – 16. července 2012) byla maďarská plavkyně, která závodila ve stylu prsa. Poprvé vyhrála národní šampionát v roce 1942 jako 13letá, a to k velkému překvapení maďarského plavání, které bylo v té době světově proslulé. V roce 1951 získala na univerzitních hrách v Berlíně zlatou medaili v závodech na 100 m a 200 m prsa. Na olympijských hrách v Helsinkách v roce 1952 měla na trati 200 m prsa totožný čas jako třetí Helen Gordonová (2:57,6), podle rozhodčích se ale umístila na čtvrtém místě. Na mistrovství Evropy v roce 1954 získala bronz na distanci 200 m prsa.
Její manžel byl národním šampionem ve veslování. Má dvě dcery, Dorottyu Kláru a Csillu. Její vnučka Viktória se provdala za prince Jaimeho, hraběte z Bardi, syna princezny Irene Nizozemské, která byla sama sestrou bývalé královny Beatrix. Nejstarší dcera Jaimeho a Viktórie, princezna Zita Clara, je po ní pojmenována.